# De graflegging van Christus (Rembrandt)
De graflegging van Christus is een schilderij van Rembrandt in de Hunterian Art Gallery in Glasgow.

## Voorstelling
Het stelt de graflegging van Christus voor. Het levenloze lichaam van Christus wordt door zijn discipelen in zijn lijkwade een grot in gedragen, waar hij voorzichtig op de grond wordt gelegd. Een van de discipelen, waarschijnlijk Petrus, houdt hem bij zijn schouders vast en kijkt hem in de ogen. De ruimte wordt verlicht door slechts één olielamp, waarmee de schilder zijn bekende clair-obscur-effect bereikt. Het schilderij is uitgevoerd in grisaille. Rembrandt schilderde dit werk voor zichzelf. Het hing bij hem thuis en zou geschilderd zijn als voorbeeld van zijn vaardigheid in het schilderen van Bijbelse voorstellingen.

## Herkomst
Het werk werd in 1783 door de Schotse anatoom en arts William Hunter geschonken aan het University College in Glasgow (nu Universiteit van Glasgow). Sinds 1807 maakt het deel uit van de verzameling van de naar hem vernoemde Hunterian Art Gallery, het museum van de Universiteit van Glasgow.